# Not Like Us
Not Like Us ist ein Lied des US-amerikanischen Rappers Kendrick Lamar. Der von Mustard produzierte Disstrack erschien im Mai 2024 und gilt als Höhepunkt eines jahrelangen Beefs zwischen Lamar und dem kanadischen Rapper und R&B-Sänger Drake. Inhaltlich knüpft Lamar an vorangegangene Disstracks an und wirft seinem Rivalen verschiedene Sexualstraftaten und mangelnden Respekt gegenüber der schwarzen Kultur vor. Die Single wurde ein kritischer und kommerzieller Erfolg, brach mehrere von Drake aufgestellte Rap-Streaming-Rekorde und wurde neben weiteren Preisen mit fünf Grammy Awards, unter anderem als Song und Record of the Year, ausgezeichnet.
Im Januar 2025 reagierte der im Songtext angegriffene Drake – für einen Rap-Beef ungewöhnlich – mit einer Diffamierungsklage gegen die für die Veröffentlichung verantwortliche Universal Music Group, was ihm innerhalb der Szene viel Kritik einbrachte.

## Vorgeschichte
Kendrick Lamar und Drake arbeiteten erstmals 2012 auf dem Lamar-Track Poetic Justice auf Lamars zweitem Studioalbum Good Kid, M.A.A.D City zusammen. Die Rivalität der beiden nahm ihren Ausgang im August 2013 mit einem Rundumschlag Lamars auf dem Big-Sean-Track Control und blieb in der Folge auf kleine Sticheleien begrenzt.
Am 5. Oktober 2023 veröffentlichte Drake die Single First Person Shooter aus seinem bevorstehenden achten Studioalbum For All the Dogs. Feature J. Cole rappt darin unter anderem „Love when they argue the hardest MC/Is it K-Dot? Is it Aubrey? Or me?/We the big three like we started a league“, womit er Kendrick Lamar (K-Dot), Drake (Aubrey) und sich selbst als die „großen Drei“ der Rap-Szene darstellt. Lamar nahm diese Worte zum Anlass, den Beef zu eskalieren und antwortete fünf Monate später mit einem überraschenden Feature auf Futures und Metro Boomins Hit-Single Like That: „Motherfuck the big three, nigga, it’s just big me!“ Cole reagierte zuerst mit einem eigenen Disstrack, zog sich aber nur kurz darauf mit einer öffentlichen Entschuldigung aus der Fehde zurück. Drake veröffentlichte am 19. April Push Ups und den aufgrund eines nicht autorisierten KI-Verses von 2Pac wieder gelöschten Track Taylor Made Freestyle.
Kendrick Lamar reagierte seinerseits mit zwei Tracks, Euphoria und 6:16 in L.A., die innerhalb von vier Tagen erschienen. Am 3. Mai antwortete Drake binnen weniger Stunden mit dem Song Family Matters, in dem er Lamar häusliche Gewalt gegen dessen Lebensgefährtin Whitney Alford vorwirft und behauptet, eines seiner Kinder stamme von seinem musikalischen Partner Dave Free. Nicht einmal eine Stunde danach veröffentlichte Lamar den Titel Meet the Grahams, der Drake als mutmaßlichen Sexualstraftäter beschreibt, der von seiner Villa in Toronto aus Sex trafficking betreibe. Außerdem halte er eine elfjährige Tochter vor der Öffentlichkeit geheim, wie er dies bereits bis zur Enthüllung durch Pusha T (The Story of Adidon, 2018) mit seinem Sohn Adonis getan habe. Not Like Us folgte am nächsten Tag.

## Inhalt
Das Single-Cover zu Not Like Us zeigt einen Google-Maps-Screenshot eines Satellitenbildes von Drakes Villa, der von ihm sogenannten Embassy, in North York, Toronto. Auf dem Dach des Gebäudes sind 13 Marker eingezeichnet, die die Anwesenheit registrierter Sexualstraftäter symbolisieren sollen.
Bei dem Song handelt es sich um einen „Klub-freundlichen“ Westcoast-Hip-Hop-Track mit starken Hyphy-Stilelementen. Einige Produktionselemente, darunter die „rührenden“ Violinen, Klavier und Blechblasinstrumente, stammen aus einem Sample des Ray-Charles-Titels I Believe to My Soul in der Version von Monk Higgins aus dem Jahr 1968. Um eine „unerbittliche“ und „drängende“ Atmosphäre zu erzeugen, beschleunigte Produzent Mustard das Tempo und verstärkte das Sample mit zusätzlichen Basslines, Snare-Drums und Fingerschnippen. Laut Demi Phillips von Hot New Hip Hop betone die Produktion den „aggressiven Ton“ des Liedes und ermögliche Lamars Rap-Darbietung und Lyrik „durchzudringen“.
Not Like Us beginnt mit einer im Flüsterton vorgetragenen Anspielung an den Psychothriller The Sixth Sense: „Psst, I see dead people“. Während des gesamten Liedes benutzt Lamar einen „komisch-übertriebenen“ Südstaaten-Akzent und erneuert seine Vorwürfe gegen Drake wegen unangemessenen Verhaltens gegenüber Minderjährigen sowie weiterer persönlicher Vorfälle. Unter anderem erwähnt er eine sexuelle Beziehung Drakes mit der Partnerin von Lil Wayne während dieser auf Rikers Island eine Gefängnisstrafe verbüßte. Lamar benutzt den Titel von Drakes 2021 erschienenem Studioalbum Certified Lover Boy, um seinen Rivalen und dessen OVO-Crew als „certified pedophiles“ zu brandmarken. Konkret erwähnt er den Rapper Baka Not Nice, einen verurteilten Menschenhändler. In einer der meistzitierten Zeilen des Songs heißt es mehrdeutig: „Why he trollin’ like a bitch? Ain’t you tired?/Tryna strike a chord and it’s probably A-Minor.“ A-Minor steht sowohl für die Tonart a-Moll als auch in der Schreibweise „a minor“ für eine(n) Minderjährige(n).
Lamar hinterfragt außerdem mehrmals Drakes kulturelle Identität. Mit dem Refrain „They not like us“ knüpft er an eine eigene Aussage an, wonach „Rap-Praktizierende“ wie Drake sich anders als sein Kaliber „organisch nicht an die gegebenen Moralvorstellungen schwarzer Kultur“ halten würden. Er vergleicht Drakes Darstellung des Schwarzseins mit der von Jamie Kennedy verkörperten Figur Brad „B-Rad G“ Gluckman aus der Komödie Malibu’s Most Wanted, die die Gang-Kultur verherrlicht und eine Karriere als Rapper anstrebt. In der dritten Strophe dreht Lamar Drakes Kritik aus Family Matters, er würde rappen, als wäre er kurz davor, „die Sklaven zu befreien“, um, indem er ihm einerseits vorwirft, das Wort Sklaven falsch benutzt zu haben, und andererseits beschuldigt, schwarze Künstler aus Atlanta für Profit und Street-Credibility auszunutzen. Er nennt die Zusammenarbeit Drakes mit den Südstaaten-Rappern 21 Savage, 2 Chainz, Future, Lil Baby, Quavo und Young Thug als Beispiele einer Strategie, authentisch zu wirken, und sieht darin eine Form des Kolonialismus.

## Musikvideo
Zwei Monate nach Veröffentlichung der Single erschien am US-Unabhängigkeitstag ein von vielen erwartetes, fast sechsminütiges Musikvideo zu Not Like Us auf YouTube. Teile des von der Tänzerin Charm La’Donna choreografierten Videos entstanden am 22. Juni 2024 unter der Regie von Dave Free und Kendrick Lamar an verschiedenen Orten in Lamars Heimatstadt Compton und Los Angeles. Der Dreh vor über 1000 Fans wurde durch das Los Angeles County Sheriff’s Department begleitet, die eingesetzten Deputys mit einem Stundenlohn von 120 Dollar vergütet. Zahlreiche Rapper, Musiker und andere Prominente, darunter Ab-Soul, DeMar DeRozan, Hit-Boy, Brandon T. Jackson, Steve Lacy, Roddy Ricch, Jay Rock, Schoolboy Q, Thundercat, Tommy the Clown und YG, haben einen Cameo.
Das größtenteils mit dem Liedtext synchrone Video ist voll von Anspielungen, Symbolen, Mehrdeutigkeiten, Euphemismen und Easter Eggs. Es beginnt mit einer Ansicht des Compton Courthouse und dem davor befindlichen Martin Luther King, Jr. Memorial. Während das Intro zum später veröffentlichten Squabble Up zu hören ist, tänzelt Kendrick Lamar in flackerndem Licht einen Gang entlang, der an ein Leichenhaus erinnert. Tommy the Clown öffnet eine Türklappe und erfragt das Passwort „I see dead people“. Auf der anderen Seite der Tür setzt sich der Rapper zu Tommys Hip Hop Clowns und die Gruppe beginnt, sich rhythmisch zum Beat zu bewegen. Er zeigt der (Hip-Hop-)Industrie beide Stinkefinger und versteckt eine Bibel unter seinen verschränkten Armen. Bei einer Kinematographie, die Drakes Video zu Family Matters nachempfunden ist, nähert sich eine vermummte Gestalt (Drakes Erscheinung auf dem Cover seiner Dark Lane Demo Tapes ähnelnd) Lamar von hinten und wird wie von selbst zurückgeschleudert. Als Antwort auf Drakes Push Ups absolviert Lamar 17 Liegestütze auf drei Hohlblocksteinen, steht auf und beginnt die Übung von vorne. Dabei befindet er sich in einem Schlafzimmer, das stark an eine Gefängniszelle erinnert. Danach zerschlägt er in Anlehnung an das Label-Logo seines Rivalen eine Piñata in Eulenform, während der Disclaimer „No OVHoes were harmed during the making of this video“ eingeblendet wird. Er legt einen Crip-Walk auf einem Himmel-und-Hölle-Kasten hin, ehe erstmals eine mitsingende Menge unter dem MLK Memorial zu sehen ist.

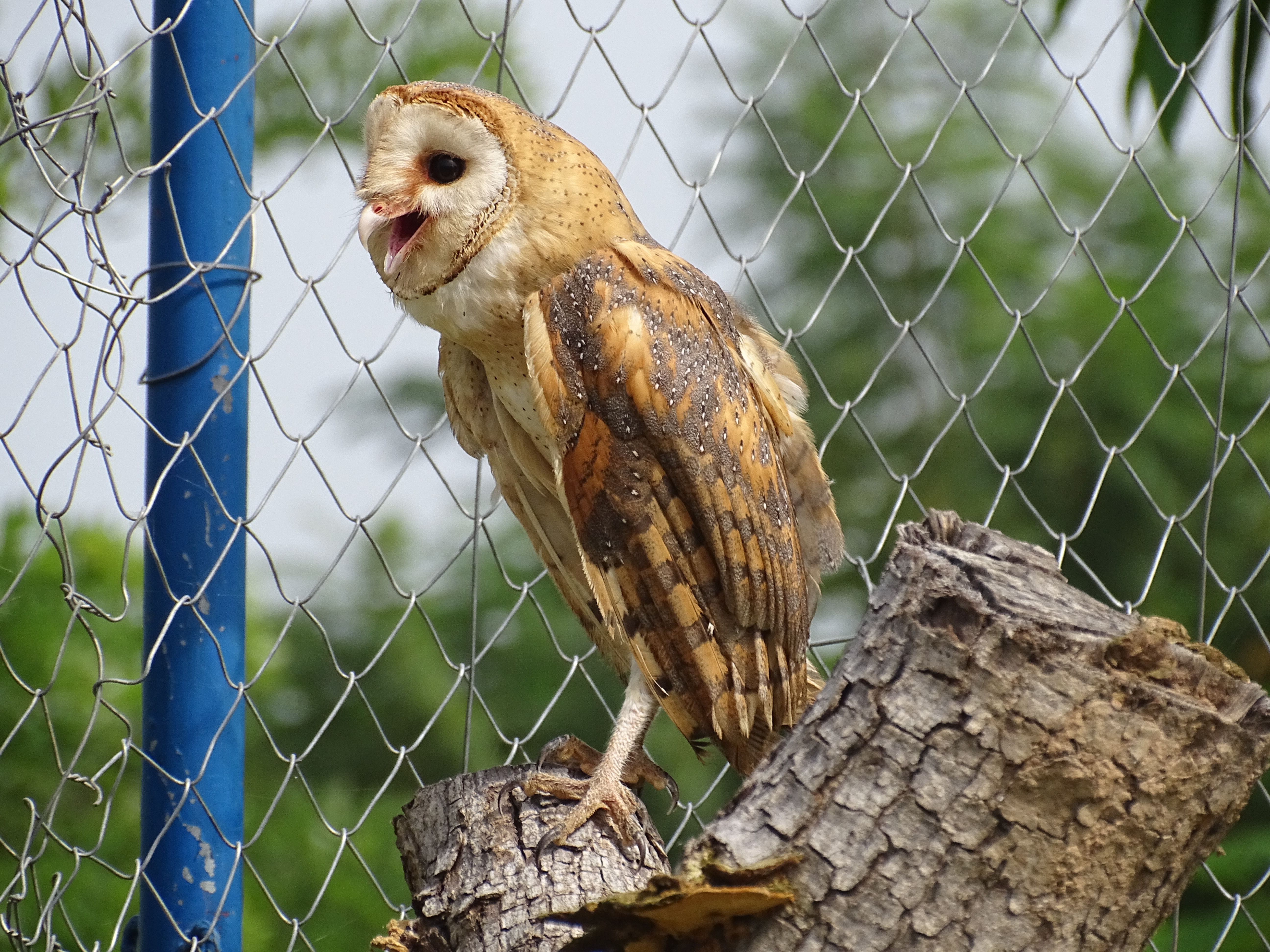
Schleiereule in einem Käfig

Kendrick Lamar und Mustard fahren in einem schwarzen Ferrari SF90 Stradale die Rosecrans Avenue in Compton entlang und machen bei einem Burgerladen halt, wo sie auf Tänzerin Storm DeBarge treffen. Nachdem Lamar auf einem Hafengelände mit weißen Schiffscontainern Dave Free und „DeRoze“ getroffen hat, sieht man Charm La’Donna in den Wolken auf einem Hochseil tanzen. Vor der städtischen Wohnanlage Nickerson Gardens kommt Lamar mit seinen ehemaligen, auch unter dem Crew-Namen Black Hippy bekannten Label-Kollegen bei Top Dawg Entertainment, Ab-Soul, Jay Rock und Schoolboy Q, zusammen.
Zurück im Raum mit Tommy the Clown führen die Hip Hop Clowns eine expressionistische Tanzeinlage auf und werfen Geldscheine in die Luft. In der folgenden Schwarzweißszene tänzelt Lamar mit seiner Partnerin Whitney Alford und den beiden gemeinsamen Kindern durch ein altmodisch eingerichtetes Wohnzimmer. Nachdem die Kamera zwischen dem MLK Memorial, Nickerson Gardens und dem Hafengelände wechselt, steht Lamar in einem Raum mit dunklen Wänden einer Schleiereule Auge in Auge gegenüber. Als er aus dem Bild tritt, sitzt der Vogel in unterwürfiger Pose in einem Käfig – ein Symbol für den Sieg Kendrick Lamars über Drake und dessen OVO-Label.

## Rezeption

### Verbreitung
Ihren Erfolg verdankte die Nummer nicht nur der raschen Verbreitung im Internet, sondern auch der Verwendung auf Partys, in Klubs und bei Sportveranstaltungen, etwa durch die großen US-Ligen MLB, NBA und NCAA. Prominente wie Rapper und Hip-Hop-Kommentator Joe Budden sowie Basketball-Superstar LeBron James brachten ihre Begeisterung für den Track öffentlich zum Ausdruck und trugen damit zum Hype bei. Lamar selbst führte den Titel im Rahmen sogenannter Pop-Out-Konzerte exzessiv auf. Am 9. Februar 2025 führte er eine verkürzte und stark zensierte Version von Not Like Us während seiner Halbzeitshow im Rahmen der Super Bowl LIX im Caesars Superdome von New Orleans auf. Dabei spielte er auch auf Drakes Diffamierungsklage gegen UMG an.

### Rezensionen
Not Like Us erhielt hervorragende Kritiken für seine „ansteckende“ Produktion, Lamars Rap-Darbietung und bissiges Songwriting. Frazier Tharpe von der Zeitschrift GQ nannte das Lied einen führenden Anwärter auf den Titel „Song of the summer“. Er lobte, wie der „Knaller“ dank Mustards „wilder, Party auslösender (und) hausgemachter Energie“ Lamar den „Haymaker“ liefere, mit dem er sowohl Drake strategisch überlisten als auch die eigene West-Coast-Herkunft feiern könne. Auf der Website Stereogum wurde der Song als höchst „effektiver“ Disstrack sowie als Hit voller „bösartiger“ Unterstellungen und Geschichtsstunden beschrieben.
Jordan Rose von Complex befand Not Like Us aufgrund seines elektrischen Tons und der ansteckenden Produktion für den besten im Rahmen des Beefs veröffentlichten Track. Die Zeit würde weisen, ob das Lied mit dem seiner Ansicht nach „sehr fragwürdigen“ Text die Fehde endgültig beschließen könne, als „Stein, der den Goliat überraschte“ habe es sich aber bereits herausgestellt. Amon Sadler von Vibe reihte den Titel innerhalb des Beefs auf den zweiten Platz hinter Drakes Family Matters und nannte ihn einen „unbestreitbaren Knaller“ und in der Ausführung „Meisterklasse“. Mark Elibert von Billboard urteilte ähnlich, sah den Titel aber bloß als viertbesten Song der Fehde.
Publikationen wie Complex, HipHopDX und The Ringer listeten den Song bereits wenige Tage nach seiner Veröffentlichung als einen der besten Disstracks aller Zeiten. Eine nur einen Tag später veröffentlichte Antwort von Drake unter dem Titel The Heart Part 6, in dem dieser Lamars Vorwürfe als „Bullshit“ bezeichnet, blieb hingegen weitgehend unbemerkt.

### Auszeichnungen
Not Like Us erhielt im Laufe des Jahres 2024 zahlreiche Nominierungen und Auszeichnungen. Bei den MTV Video Music Awards war der Titel als Song of the Year und Song of Summer zweifach nominiert, konnte aber keinen der beiden Preise gewinnen. Im Rahmen der MTV Europe Music Awards wurde das Video nominiert. Mitte Oktober gewann Not Like Us drei BET Hip Hop Awards in den Kategorien Song des Jahres, bestes Video und Impact Track. Kendrick Lamar wurde außerdem in fünf weiteren Kategorien, unter anderem als Hip Hop Artist und Lyricist of the Year, ausgezeichnet. Einen Monat später wurde der Disstrack in den Kategorien Record of the Year, Song of the Year, Best Rap Song, Best Rap Performance und Best Music Video für den Grammy nominiert. Not Like Us war nach Drakes 2015 veröffentlichtem Meek-Mill-Diss Back to Back erst der zweite Disstrack der Rap-Geschichte, der für einen Grammy nominiert wurde. Der Titel konnte alle Preise gewinnen und war nach Childish Gambinos This Is America erst der zweite Rap-Siegersong in einer der beiden Hauptkategorien Record oder Song of the Year. In seiner Dankesrede widmete Lamar den Preis für Record of the Year seiner Heimatstadt Compton und Los Angeles. Bei der Erstverleihung der Music Awards Japan erhielt das Lied Nominierungen in den Kategorien Best International Hip Hop Song in Japan sowie Listener’s Choice: International Song.

## Kommerzieller Erfolg
Am 7. Mai 2024 brach der Titel mit 12,8 Millionen Streams den Rekord für die meistgestreamte Hip-Hop-Single auf Spotify an einem einzigen Tag. Diese Bestmarke hatte zuvor Drake mit Girls Want Girls (feat. Lil Baby) gehalten. In den folgenden Tagen übertraf die Single zwei weitere von Drake aufgestellte Rap-Rekorde: Innerhalb der ersten Woche toppte sie mit 81,2 Millionen Streams In My Feelings, danach knackte sie innerhalb von neun Tagen – so schnell wie kein anderer Rapsong davor – die Marke von 100 Millionen Streams und überbot damit Drakes God’s Plan.
Am 18. Mai 2024 stieg Not Like Us mit 70,9 Millionen Streams, fünf Millionen Radio-Airplays und 15.000 verkauften Einheiten auf Platz eins in die Billboard Hot 100 ein. In Bezug auf die Streaming-Zahlen während seiner ersten Woche erwies sich der Song als erfolgreichste Hip-Hop-Veröffentlichung seit Billboard 2020 seine Charts-Metrik nachgeschärft hatte und toppte in dieser Hinsicht einen weiteren Drake-Titel, Way 2 Sexy (feat. Future & Young Thug). Mit dem Disstrack gelang Kendrick Lamar nach HUMBLE. seine zweite Nummer-eins-Single als Solokünstler, für Produzent Mustard war es die erste seiner Karriere. Nach seinem Super-Bowl-Auftritt stieg der Titel im Februar 2025 erneut auf Platz eins der Hot 100.

### Chartplatzierungen
Die Single stieg gleichzeitig auf Platz eins in die Billboard Hot 100, Global 200, Hot R&B/Hip-Hop Songs und Streaming Songs ein.
| ChartsChartplatzierungen       | Höchstplatzierung | Wochen |
| ------------------------------ | ----------------- | ------ |
| Deutschland (GfK)              | 4 (27 Wo.)        | 27     |
| Österreich (Ö3)                | 5 (25 Wo.)        | 25     |
| Schweiz (IFPI)                 | 2 (39 Wo.)        | 39     |
| Vereinigte Staaten (Billboard) | 1 (53 Wo.)        | 53     |
| Vereinigtes Königreich (OCC)   | 1 (36 Wo.)        | 36     |

| ChartsJahrescharts (2024)      | Platzierung |
| ------------------------------ | ----------- |
| Schweiz (IFPI)                 | 53          |
| Vereinigte Staaten (Billboard) | 6           |
| Vereinigtes Königreich (OCC)   | 43          |

### Auszeichnungen für Musikverkäufe
| Land/Region                  | Auszeichnungen für Musikverkäufe (Land/Region, Auszeichnung, Verkäufe) | Verkäufe  |
| ---------------------------- | ---------------------------------------------------------------------- | --------- |
| Australien (ARIA)            | 6× Platin                                                              | 420.000   |
| Belgien (BRMA)               | Platin                                                                 | 40.000    |
| Brasilien (PMB)              | Diamant                                                                | 160.000   |
| Dänemark (IFPI)              | Platin                                                                 | 90.000    |
| Deutschland (BVMI)           | Gold                                                                   | 300.000   |
| Frankreich (SNEP)            | Platin                                                                 | 200.000   |
| Griechenland (IFPI)          | 3× Platin                                                              | 60.000    |
| Italien (FIMI)               | Gold                                                                   | 50.000    |
| Neuseeland (RMNZ)            | 4× Platin                                                              | 120.000   |
| Polen (ZPAV)                 | Platin                                                                 | 50.000    |
| Portugal (AFP)               | 3× Platin                                                              | 30.000    |
| Spanien (Promusicae)         | Gold                                                                   | 30.000    |
| Vereinigtes Königreich (BPI) | Platin                                                                 | 600.000   |
| Zentralamerika (CFC)         | Platin                                                                 | 70.000    |
| Insgesamt                    | 3× Gold · 22× Platin · 1× Diamant ·                                    | 2.220.000 |

Hauptartikel: Kendrick Lamar/Auszeichnungen für Musikverkäufe

## Rechtliche Folgen
Am 25. November 2024 legten Drakes Anwälte in New York rechtliche Dokumente gegen die Universal Music Group (UMG) vor, bei der sowohl Kendrick Lamar als auch Drake unter Vertrag stehen. Darin werfen sie UMG einen ausgeklügelten Plan vor, Not Like Us auf Kosten von Drakes Musik promotet zu haben, um daraus einen viralen Hit zu machen. Konkret sollen mithilfe von Bots Klickzahlen bei Streaming-Anbietern, insbesondere Spotify, manipuliert und mittels Payola Radiosender dazu gebracht worden sein, den Titel zu spielen. Als Quelle für diese Behauptungen wird ein in einem YouTube-Video festgehaltenes Interview mit einem unbekannten Mann genannt.
In einer zweiten Petition in Texas erwägen Drakes Anwälte eine Verleumdungsklage gegen UMG. Sie argumentieren, dass das Label die Veröffentlichung des Songs angesichts seines ehrverletzenden Inhalts hätte ablehnen oder auf eine Änderung des Textes hätte bestehen können:

“UMG knew that the song itself attacked the character of another one of UMG’s most prominent artists, Drake, by falsely accusing him of being a sex offender, engaging in pedophilic acts, harboring sex offenders, and committing other criminal sexual acts.”

„UMG wusste, dass der Song selbst den Charakter eines weiteren seiner prominentesten Künstler, Drake, angreift, indem es ihn fälschlicherweise beschuldigt, ein Sexualstraftäter zu sein, sich an pädophilen Handlungen beteiligt, Sexualstraftätern Unterschlupf gewährt und weitere sexuelle Straftaten verübt zu haben.“

Die Vorlage der Dokumente erfolgte drei Tage nach der Veröffentlichung von Lamars sechstem Studioalbum GNX. Die Streaming-Zahlen von Not Like Us stiegen in der Woche danach um 20 Prozent, die US-Gesamtverkäufe um 440 Prozent.
Am 15. Januar 2025 reichte Drakes Anwalt Michael J. Gottlieb vor einem New Yorker Bezirksgericht eine Diffamierungs- und Belästigungsklage gegen UMG ein. Die Veröffentlichung und Promotion des Songs durch das Label wird darin als „Beispiel für die Höhergewichtung von Konzerngier über die Sicherheit und das Wohlbefinden seiner Künstler“ bezeichnet. Die Klage beschuldigt UMG, eine „Kampagne“ auf die Beine gestellt zu haben, um aus einem Rapsong einen viralen Hit zu machen, die darauf abgezielt habe, die „spezifische, unmissverständliche und falsche Tatsachenbehauptung, Drake sei ein krimineller Pädophiler zu vermitteln“ und in der Folge „der Öffentlichkeit suggeriert habe, Selbstjustiz zu verüben“. Letztere Behauptung führt Drake unter anderem auf einen Vorfall zurück, bei dem wenige Tage nach Veröffentlichung des Songs bei einem Schusswechsel auf seinem Anwesen eine Sicherheitskraft verletzt wurde. Zudem gibt er an, seinen Sohn aufgrund von Sicherheitsbedenken von dessen Grundschule genommen zu haben. In einer ersten Antwort wies UMG alle Anschuldigungen von sich und warf Drake vor, den „Rechtsweg als Waffe zu benutzen, um den kreativen Ausdruck eines Künstlers zum Schweigen zu bringen“.